# Le Mesnil-sous-Jumièges
Pour les articles homonymes, voir Mesnil et Jumièges (homonymie).
Le Mesnil-sous-Jumièges est une commune française située dans le département de la Seine-Maritime en région Normandie.

## Géographie

### Localisation
La commune fait partie de la Métropole Rouen Normandie.
| Jumièges | Duclair                    | Seine, Anneville-Ambourville |
| Jumièges | Mesnil-sous-Jumièges       |                              |
| Jumièges | Seine Barneville-sur-Seine | Seine, Yville-sur-Seine      |

Le village est situé sur la rive droite de la Seine, entre Rouen et Le Havre, au sud de l'abbaye de Jumièges, dans un méandre convexe de la Seine.

### Hydrographie
La commune est située dans le bassin Seine-Normandie. Elle est drainée par la Seine et le fossé 06 de la commune de Yville-sur-Seine,,.
La Seine, qui prend sa source à Source-Seine, en Côte-d'Or, sur le plateau de Langres, traverse le département avec de larges méandres sur son flanc sud et se jette dans la Manche entre Le Havre et Honfleur. 
Un plan d'eau complète le réseau hydrographique : la base de Loisirs et de Plein-Air de la commune du Mesnil-sous-Jumièges, d'une superficie totale de 45,5 ha (33,55 ha sur la commune),.

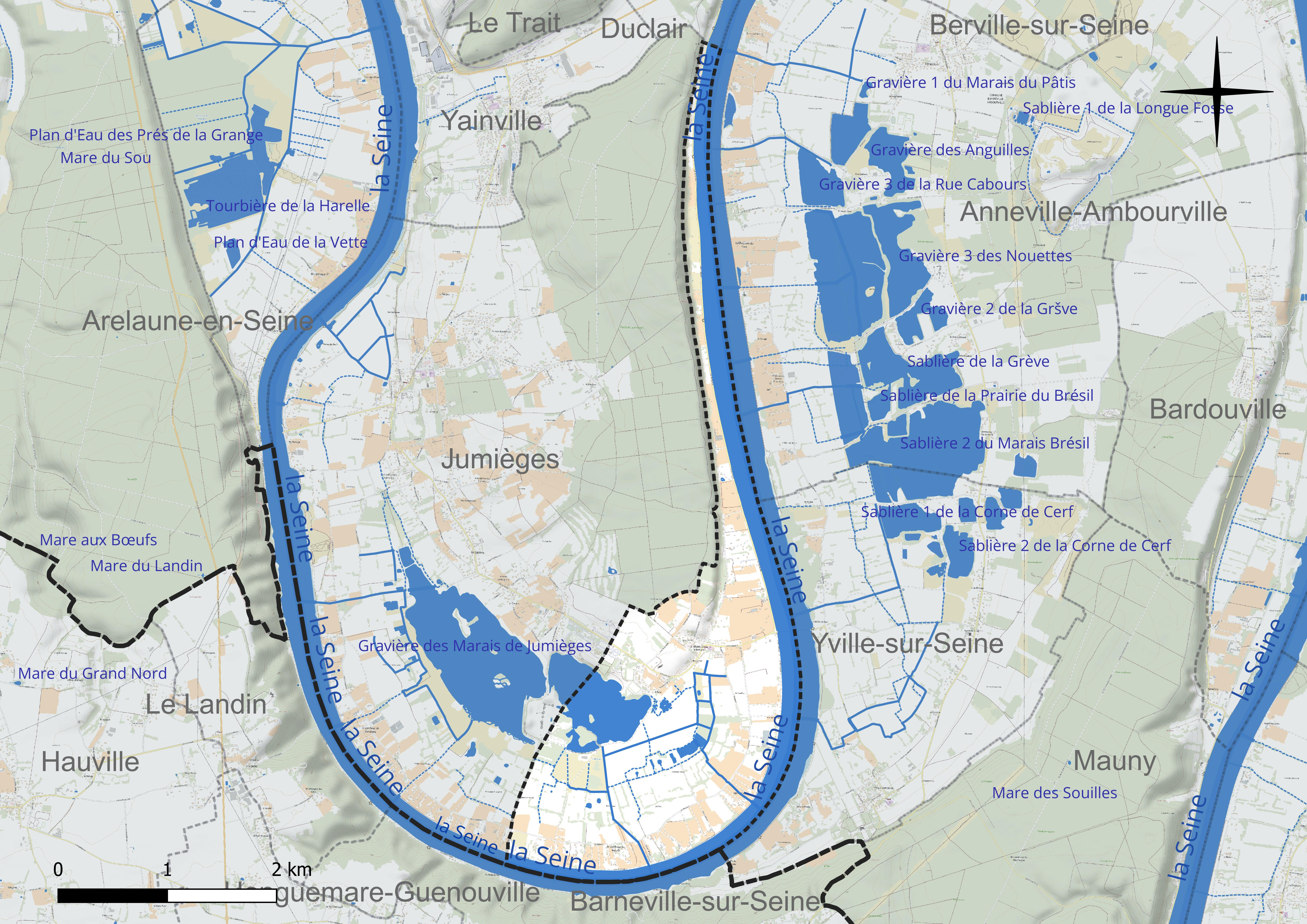
Réseau hydrographique du Mesnil-sous-Jumièges.

### Climat
Pour des articles plus généraux, voir Climat de la Normandie et Climat de la Seine-Maritime.
En 2010, le climat de la commune est de type climat océanique altéré, selon une étude du CNRS s'appuyant sur une série de données couvrant la période 1971-2000. En 2020, Météo-France publie une typologie des climats de la France métropolitaine dans laquelle la commune est exposée à un climat océanique et est dans la région climatique Côtes de la Manche orientale, caractérisée par un faible ensoleillement (1 550 h/an) ; forte humidité de l’air (plus de 20 h/jour avec humidité relative> 80 % en hiver), vents forts fréquents. Parallèlement le GIEC normand, un groupe régional d’experts sur le climat, différencie quant à lui, dans une étude de 2020, trois grands types de climats pour la région Normandie, nuancés à une échelle plus fine par les facteurs géographiques locaux. La commune est, selon ce zonage, exposée à un « climat contrasté des collines », correspondant au Pays d’Auge, Lieuvin et Roumois, moins directement soumis aux flux océaniques et connaissant toutefois des précipitations assez marquées en raison des reliefs collinaires qui favorisent leur formation.
Pour la période 1971-2000, la température annuelle moyenne est de 11,1 °C, avec une amplitude thermique annuelle de 13,6 °C. Le cumul annuel moyen de précipitations est de 830 mm, avec 12,3 jours de précipitations en janvier et 8,2 jours en juillet. Pour la période 1991-2020, la température moyenne annuelle observée sur la station météorologique la plus proche, située sur la commune de Jumièges à 4 km à vol d'oiseau, est de 12,2 °C et le cumul annuel moyen de précipitations est de 843,5 mm,. Pour l'avenir, les paramètres climatiques de la commune estimés pour 2050 selon différents scénarios d’émission de gaz à effet de serre sont consultables sur un site dédié publié par Météo-France en novembre 2022.

### Milieux naturels et biodiversité
La commune fait partie du parc naturel régional des Boucles de la Seine normande.

## Urbanisme

### Typologie
Au 1er janvier 2024, Le Mesnil-sous-Jumièges est catégorisée commune rurale à habitat dispersé, selon la nouvelle grille communale de densité à sept niveaux définie par l'Insee en 2022.
Elle appartient à l'unité urbaine de Jumièges, une agglomération intra-départementale regroupant deux  communes, dont elle est une commune de la banlieue,,. Par ailleurs la commune fait partie de l'aire d'attraction de Rouen, dont elle est une commune de la couronne,. Cette aire, qui regroupe 317 communes, est catégorisée dans les aires de 200 000 à moins de 700 000 habitants,.

### Occupation des sols
L'occupation des sols de la commune, telle qu'elle ressort de la base de données européenne d’occupation biophysique des sols Corine Land Cover (CLC), est marquée par l'importance des territoires agricoles (62,1 % en 2018), en diminution par rapport à 1990 (63,3 %). La répartition détaillée en 2018 est la suivante :
prairies (32,3 %), eaux continentales (27,6 %), zones agricoles hétérogènes (17,7 %), cultures permanentes (12,2 %), espaces verts artificialisés, non agricoles (3,7 %), zones urbanisées (3,6 %), forêts (2,9 %). L'évolution de l’occupation des sols de la commune et de ses infrastructures peut être observée sur les différentes représentations cartographiques du territoire : la carte de Cassini (XVIIIe siècle), la carte d'état-major (1820-1866) et les cartes ou photos aériennes de l'IGN pour la période actuelle (1950 à aujourd'hui).

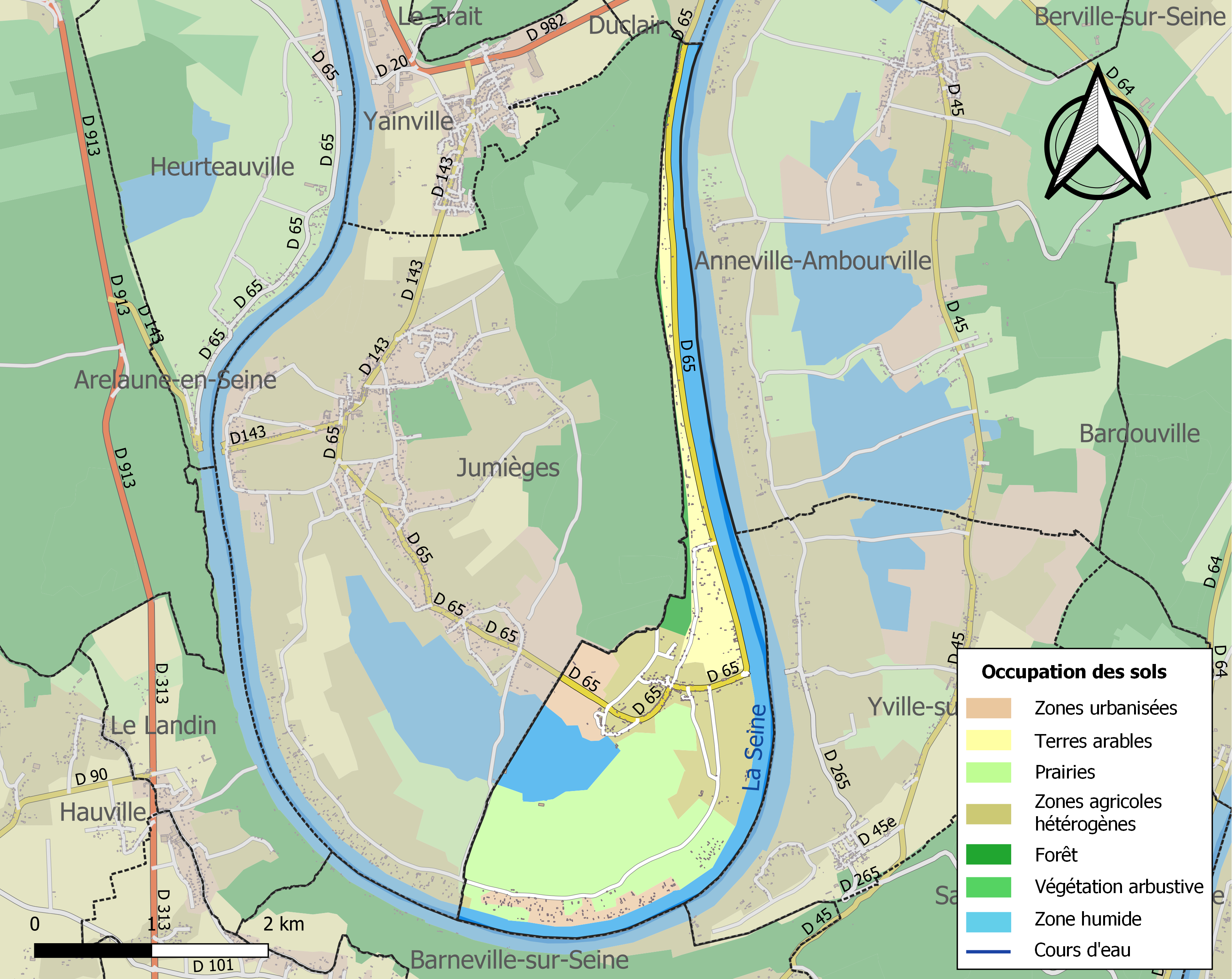
Carte des infrastructures et de l'occupation des sols de la commune en 2018 (CLC).

### Voies de communication et transports
Un bac fluvial permettant de traverser la Seine entre Le Mesnil-sous-Jumièges et Yville-sur-Seine est exploité par le département de Seine-Maritime.
Les ponts les plus proches permettant de traverser la Seine sont le pont de Brotonne à Caudebec-en-Caux et le pont Gustave-Flaubert à Rouen.
Le village est desservi épisodiquement par la ligne d'autocar numéro 530 du réseau interurbain VTNI. Il est desservi par le système FILOR développé par la Métropole Rouen-Normandie.

## Toponymie
La paroisse est appelée Masnille en 1147. Après la mort d'Agnès Sorel, en 1450, elle est parfois désignée sous le nom de Mesnil la Belle. On retrouve également le toponyme de Le Mesnil Jouxte Jumièges en 1788.
Mesnil est un ancien nom commun tombé en désuétude et qui se retrouve aujourd'hui dans de nombreux toponymes. Mesnil désignait jusqu'à l'Ancien Régime un domaine rural.
Jumièges jouxte la commune à l'ouest.

## Histoire
Le Mesnil-sous-Jumièges était, avant la Révolution, l'une des trois paroisses composant la baronnie de Jumièges, domaine direct de l'abbaye du même nom.
Le Mesnil fut l'une des dernières communes de la région à pratiquer la pelote, jeu d'une extrême violence. Variante de la choule, cette discipline consistait à s'emparer par tous les moyens d'un trophée lancé par la dernière mariée de l'année au champ de l'Oraille et contenant une somme symbolique. L'ultime partie fut disputée ici le 25 décembre 1866.

## Politique et administration
| Période                                  | Période                    | Identité                | Étiquette | Qualité                                             |
| ---------------------------------------- | -------------------------- | ----------------------- | --------- | --------------------------------------------------- |
| Les données manquantes sont à compléter. |                            |                         |           |                                                     |
| 1844                                     | 1864                       | Honoré Virvaux          |           |                                                     |
| 1921                                     | 1924                       | Lamy                    |           |                                                     |
| mai 1925                                 | mai 1935                   | Constant Vauquelin      |           |                                                     |
| 1936                                     |                            | Martin                  |           |                                                     |
| 1944                                     | mai 1945                   | Lionel Lemoine          |           |                                                     |
| mai 1945                                 |                            | Louis Duparc            |           |                                                     |
| mars 1971                                | mars 1989                  | Joseph Lefebvre         |           | Arboriculteur                                       |
|                                          |                            | Rémi Leroy              |           | Technicien France Télécom                           |
|                                          |                            | François Pain           |           | Professeur                                          |
|                                          |                            | Josette Gest            |           | Comptable                                           |
| Les données manquantes sont à compléter. |                            |                         |           |                                                     |
| mars 2001                                | 2014                       | Yannick Deconihout      |           | Contrôleur qualité                                  |
| 2014                                     | En cours (au 10 août 2020) | Éva Lefebvre-Lemarchand |           | Proviseure retraitée Réélu pour le mandat 2020-2026 |

## Équipements et services publics

### Enseignement
La commune relève de l'Académie de Normandie.

## Population et société

### Démographie
L'évolution du nombre d'habitants est connue à travers les recensements de la population effectués dans la commune depuis 1793. Pour les communes de moins de 10 000 habitants, une enquête de recensement portant sur toute la population est réalisée tous les cinq ans, les populations de référence des années intermédiaires étant quant à elles estimées par interpolation ou extrapolation. Pour la commune, le premier recensement exhaustif entrant dans le cadre du nouveau dispositif a été réalisé en 2004.

En 2022, la commune comptait 612 habitants, en évolution de −5,7 % par rapport à 2016 (Seine-Maritime : +0,35 %, France hors Mayotte : +2,11 %).
| 1793 | 1800 | 1806 | 1821 | 1831 | 1836 | 1841 | 1846 | 1851 |
| ---- | ---- | ---- | ---- | ---- | ---- | ---- | ---- | ---- |
| 533  | 600  | 534  | 490  | 507  | 443  | 474  | 501  | 502  |

| 1856 | 1861 | 1866 | 1872 | 1876 | 1881 | 1886 | 1891 | 1896 |
| ---- | ---- | ---- | ---- | ---- | ---- | ---- | ---- | ---- |
| 447  | 401  | 398  | 390  | 368  | 352  | 371  | 366  | 347  |

| 1901 | 1906 | 1911 | 1921 | 1926 | 1931 | 1936 | 1946 | 1954 |
| ---- | ---- | ---- | ---- | ---- | ---- | ---- | ---- | ---- |
| 321  | 335  | 304  | 294  | 291  | 261  | 270  | 368  | 415  |

| 1962 | 1968 | 1975 | 1982 | 1990 | 1999 | 2004 | 2006 | 2009 |
| ---- | ---- | ---- | ---- | ---- | ---- | ---- | ---- | ---- |
| 449  | 455  | 467  | 556  | 571  | 552  | 587  | 627  | 603  |

| 2014 | 2019 | 2022 | - | - | - | - | - | - |
| ---- | ---- | ---- | - | - | - | - | - | - |
| 638  | 619  | 612  | - | - | - | - | - | - |

### Cultes
Le Mesnil-sous-Jumièges appartient à la paroisse catholique Saint-Philibert de Duclair – Boucles de Seine qui fait partie du doyenné Rouen-Ouest de l'archidiocèse de Rouen.

### Médias
- Le quotidien Paris-Normandie et l'hebdomadaire Le Courrier cauchois relatent les informations locales.

## Économie
Commune essentiellement rurale, avec des exploitations agricoles à dominante arboricole (pommes, poires, cerises, prunes…).

## Culture locale et patrimoine

### Lieux et monuments
- Église Saint-Philibert. Elle a été remaniée de 1868 à 1878.
- Manoir de la Vigne ou « manoir d'Agnès Sorel », XIIIe siècle, dernière demeure d'Agnès Sorel. Il est inscrit et classé partiellement au titre des monuments historiques par les arrêtés respectifs des 16 juin 1993 et 17 décembre 1993[26] ;
- Maison Marescot, ancienne demeure d'une famille de robe, propriétaire jadis d'une grande partie du pays ;
- Marais de l'Oraille. Lieu situé près de l'église. Au XVIIe siècle, il fit l'objet d'un litige entre les moines de Jumièges, propriétaires du site, et les habitants. Ces derniers s'opposèrent à l'édification de fossés destinés à enclore le terrain. Un religieux fut assassiné sans qu'on ait pu découvrir les coupables ;
- Les principaux hameaux avaient jadis pour noms le Bosc, le Conihout, l'Église et Sous les Côtes ;
- Base de plein air et de loisirs ;
- Grotte du Funiculaire, cavité naturelle dans la craie, dont le colmatage sédimentaire est partiellement désobstrué et a fait l'objet d'études karstologiques[27]. Des travaux de désobstruction ont repris en 2017.

### Personnalités liées à la commune
- Agnès Sorel est décédée au Mesnil le 9 février 1450. La thèse de l'empoisonnement a été ravivée en 2004 par le docteur Philippe Charlier.
- Amélie Bosquet. Sa famille maternelle était du Mesnil-sous-Jumièges.
- François de Civille (1537-1610) possédait des terres au Mesnil.
- André Marescot (1709-1780), vicaire général du diocèse de Rouen. Les biographies normandes du XIXe siècle le donnent natif de Duclair. Il serait en réalité né au Mesnil-sous-Jumièges où sa famille possédait une grande partie du pays. Son frère, Jacques Marescot, fut également prêtre et son cousin, Philibert-Pierre Marescot, archidiacre d’Eu, présida la Chambre du clergé dans le diocèse de Rouen.
- Henri Alais, né en 1859 à Gruchet-le-Valasse, fut longtemps instituteur au Mesnil. Écrivain, il collaborait à la revue Le Pays normand.